# 黄熙 (明朝)
黄熙（?—?），字汝明，福建省福州府長樂縣人。明朝官員。

## 生平
性至孝，以父老不赴试。天顺八年，登甲申科會試中進士。历官南京吏部郎中，後以母老乞终养。卒于家。